# 3-Heptanon
3-Heptanon ist eine chemische Verbindung aus der Gruppe der Ketone.

## Vorkommen
3-Heptanon kommt natürlich als Bestandteil von Schimmelpilzgeruch vor.

## Gewinnung und Darstellung
3-Heptanon kann durch katalytische Dehydrierung von 3-Heptanol, durch Hydrierung des Kondensationsproduktes von Propionaldehyd und Methylethylketon oder durch reduktive Kondensation von Propanal mit 2-Butanon gewonnen werden.

## Eigenschaften
3-Heptanon ist eine wenig flüchtige, farblose bis gelbliche Flüssigkeit mit stechendem Geruch, die schwer löslich in Wasser ist. Sie zersetzt sich beim Erhitzen. Die Mischbarkeit mit Wasser ist begrenzt. Mit steigender Temperatur sinkt die Löslichkeit von 3-Heptanon in Wasser bzw. steigt die Löslichkeit von Wasser in 3-Heptanon.
| Löslichkeiten zwischen 3-Heptanon und Wasser[8] |         |       |       |       |       |       |       |       |       |       |       |
| Temperatur                                      | °C      | 0     | 9,3   | 20,5  | 30,7  | 39,6  | 50,0  | 59,8  | 70,2  | 79,9  | 90,1  |
| 3-Heptanon in Wasser                            | in Ma-% | 0,717 | 0,586 | 0,479 | 0,431 | 0,385 | 0,333 | 0,309 | 0,366 | 0,310 | 0,309 |
| Wasser in 3-Heptanon                            | in Ma-% | 0,561 | 0,634 | 0,778 | 0,897 | 0,949 | 1,058 | 1,182 | 1,237 | 1,322 | 1,383 |
3-Heptanon bildet entzündliche Dampf-Luft-Gemische. Die Verbindung hat einen Flammpunkt von 38 °C.  Der Explosionsbereich liegt zwischen 1,4 Vol.‑% als unterer Explosionsgrenze (UEG) und 8,8 Vol.‑% als oberer Explosionsgrenze (OEG). Die Zündtemperatur beträgt 390 °C. Der Stoff fällt somit in die Temperaturklasse T2.

## Verwendung
3-Heptanon wird als Lösungsmittel für Harze und Lacke verwendet.